# Pratt megye
Pratt megye az Amerikai Egyesült Államokban, azon belül Kansas államban található. Megyeszékhelye és legnagyobb városa Pratt. Lakosainak száma 9157 fő (2020. április 1.). Pratt megye Stafford, Barber, Reno, Kingman, Kiowa és Edwards megyékkel határos.

## Népesség
A megye népességének változása:
| Lakosok száma | 9646 | 9654 | 9804 | 9878 | 9691 | 9157 |
|               | 2010 | 2011 | 2012 | 2013 | 2015 | 2020 |